# Acropora anthocercis
Acropora anthocercis е вид корал от семейство Acroporidae. Видът е световно застрашен, със статут Уязвим.

## Разпространение и местообитание
Разпространен е в Австралия, Британска индоокеанска територия, Вануату, Виетнам, Джибути, Египет, Еритрея, Йемен, Израел, Индия, Индонезия, Йордания, Камбоджа, Кирибати, Коморски острови, Мавриций, Мадагаскар, Майот, Малайзия, Малдиви, Микронезия, Мозамбик, Науру, Нова Каледония, Острови Кук, Палау, Папуа Нова Гвинея, Провинции в КНР, Реюнион, Саудитска Арабия, Сейшели, Сингапур, Соломонови острови, Судан, Тайван, Тайланд, Тувалу, Уолис и Футуна, Фиджи, Филипини, Южна Африка и Япония.
Среща се на дълбочина от 2 до 12 m, при температура на водата от 25,6 до 26,6 °C и соленост 35,1 – 35,2 ‰.

## Описание
Популацията им е намаляваща.